# ファンアウト
ファンアウト（Fan-out）は、論理ゲートの一つの出力に接続可能な入力回路の最大数である
。

## TTLの場合
TTLの出力は、流せる最大電流が決まっているので、接続できる入力数に限界がある。
IOH：出力回路の最大ソース電流（入力へ送る電流）

IOL：出力回路の最大シンク電流（入力から受ける電流）

IIH：入力回路をHiにするために必要な電流

IIL：入力回路をLoにするために必要な電流

ファンアウト（出力Hi時）＝ IOH / IIH

ファンアウト（出力Lo時）＝ IOL / IIL
上述の2つあるファンアウトの中から少ない方のファンアウトを選ぶ。

## CMOSの場合
CMOSの場合、入力回路に電流はほとんど流れない。その反面、出力回路が入力回路の入力容量を充電する必要がある。
CL：出力回路の負荷容量

CIN：入力回路の入力容量
ファンアウト ＝ CL / CIN